# Bagarius bagarius
Bagarius bagarius е вид лъчеперка от семейство Sisoridae. Видът е почти застрашен от изчезване.

## Разпространение
Разпространен е в Бангладеш, Бутан, Индия и Непал.